# Cabrioles
Pour plus de détails, voir Fiche technique et Distribution.
Cabrioles (titre original : Kapriolen ou Capriolen) est un film allemand réalisé par Gustaf Gründgens, sorti en 1937.

## Synopsis
Jack Warren, un journaliste, qui est populaire auprès des femmes grâce à ses livres sur les "femmes intéressantes", mais qui déteste en fait que les femmes fassent des choses réservés aux hommes, tombe amoureux de la timide pilote Mabel Atkinson. Au grand dam Peggy et Bill, des amis proches de Mabel, surtout de Bill dont Mabel a refusé la proposition de mariage pour préserver leur amitié, les deux amoureux se marient et se font la promesse durant la nuit de noces de ne plus exercer leurs métiers qu'ils détestent l'un pour l'autre.
Alors que Mabel vole encore, Jack rencontre l'actrice Dorothy Hopkinson qui partage le même point de vue sur la place de la femme que lui durant l'interview. Dorothy, qui souhaite le conquérir, le fait passer lors d'une visite chez elle pour son mari ou son amant. Mais il s'avère que Mabel est la propriétaire de l'habitation de Dorothy. Jack essaie dans un couplet de montrer l'absurdité de la situation et de montrer son amour à Mabel.
Mabel s'est rapprochée de Bill, qui n'aspire qu'à ce qu'elle divorce, pour un voyage en biplan de Chigago jusqu'en Australie. Après un retour triomphal, Mabel retrouve Jack au tribunal pour divorcer. Alors que leurs avocats plaident, les deux parties se rapprochent et quittent la cour avec la volonté de poursuivre le mariage.

## Fiche technique
- Titre : Cabrioles
- Titre original : Kapriolen
- Réalisation : Gustaf Gründgens assisté de Viktor Becker
- Scénario : Willi Forst, Jochen Huth d'après la pièce de Jochen Huth, Der Himmel auf Erden
- Musique : Peter Kreuder
- Direction artistique : Kurt Herlth, Werner Schlichting
- Costumes : Ida Kaukereit, Luise Leder, Walter Leder
- Photographie : Franz Planer, Kurt Neubert (de)
- Son : Karl Becker-Reinhardt
- Montage : Hans Wolff
- Production : Willi Forst
- Sociétés de production : Deutsche Forst-Filmproduktion GmbH, Terra Filmkunst
- Société de distribution : Terra Filmkunst
- Pays d'origine :  Reich allemand
- Langue : allemand
- Format : Noir et blanc - 1,37:1 - Mono - 35 mm
- Genre : Comédie
- Durée : 86 minutes
- Dates de sortie :
  -  Reich allemand : 10 août 1937.
  -  France : 21 décembre 1937[1].
  -  États-Unis : 17 juin 1938.
  -  Finlande : 23 juin 1939.

## Distribution
- Gustaf Gründgens : Jack Warren
- Marianne Hoppe : Mabel Atkinson
- Volker von Collande (de) : William Baxter
- Maria Bard : Dorothy Hopkins
- Fita Benkhoff (de) : Peggy MacFarland
- Hans Leibelt : Neville
- Franz Weber (de) : Simpson, le majordome de Warren
- Max Gülstorff : Le premier avocat
- Paul Henckels : Le second avocat
- Albert Florath : Le juge
- Eva Tinschmann (de) : La femme de rang
- Otto Graf : Le dentiste
- Elsa Wagner : La dame chez le dentiste
- Wolf Trutz (de) : L'homme chez le dentiste
- Erich Dunskus : Le ramoneur
- Walter Gross : Le reporter photo
- Clemens Hasse (de) : L'opérateur radio
- Erika Streithorst : L'assistance
- Ernst Behmer : Le prêtre
- Walter Buhse : Le barmaid